# Coduri de aeroport ICAO
Un cod de aeroport ICAO sau un identificator de locație ICAO este un cod alfanumeric, format din patru litere, care desemnează fiecare din aeroporturile din lume.  Aceste coduri au fost definite de International Civil Aviation Organization și au fost publicate în documentul ICAO 7910: Location Indicators (română indicatori de locație).
Codurile ICAO sunt folosite în controlul traficului aerian și în operările liniilor aeriene cum ar fi planificarea zborurilor.  Ele nu sunt același lucru cu codurile IATA, întâlnite de publicul obișnuit și folosite de către companiile aeriene în orarele zborurilor, rezervări și operațiile legate de bagaje.  Codurile ICAO sunt folosite de asemenea pentru identificarea altor locații precum stații meteo, stații internaționale de servicii ale zborurilor sau centre de control al zonelor, fie că acestea sunt amplasate sau nu în aeroporturi.

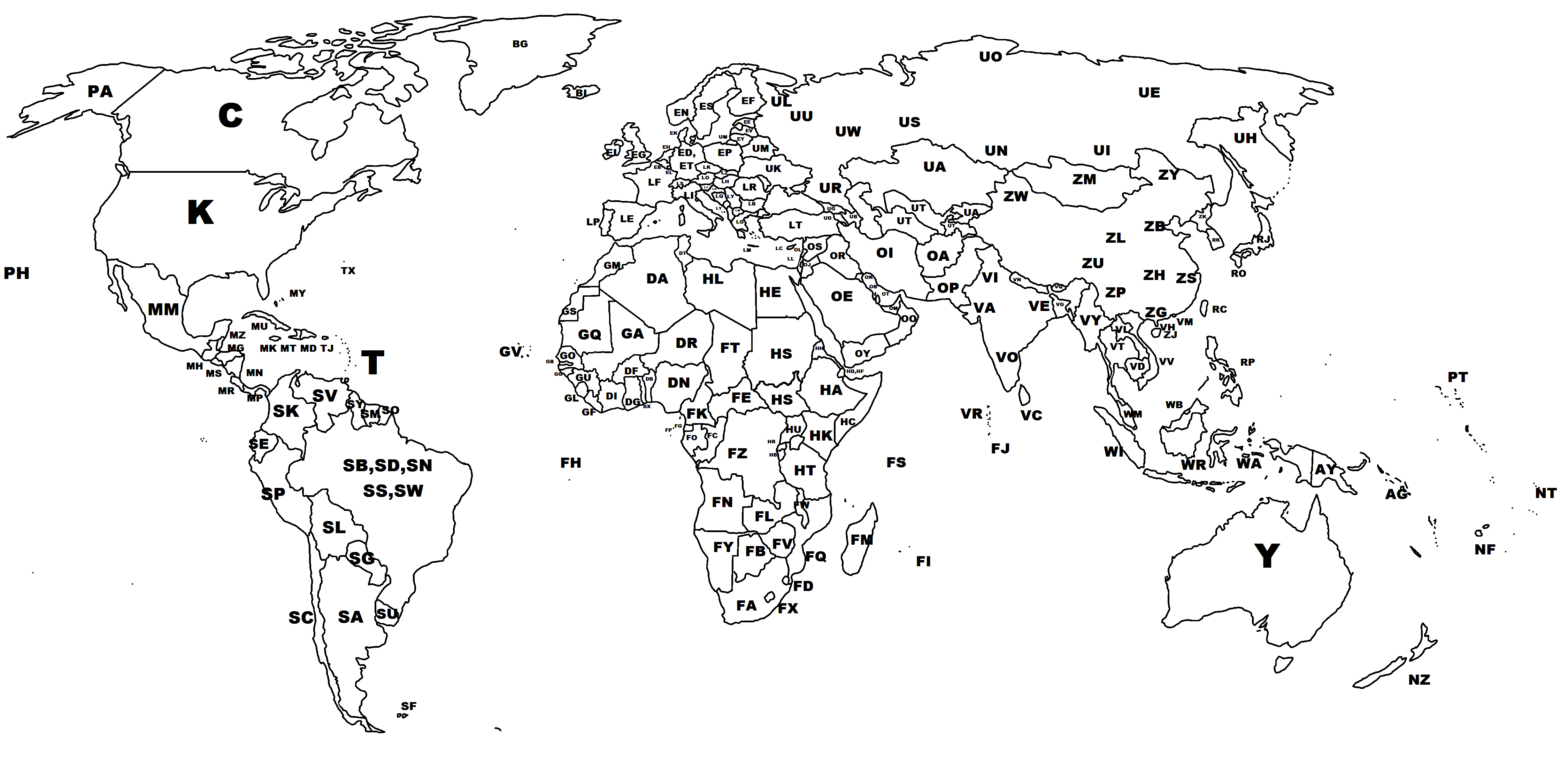
Harta prefixurilor ICAO pentru aeroporturi

Spre deosebire de codurile IATA, codurile ICAO au o structură regională la bază, astfel încât ele nu sunt duplicate ci identifica un singur aeroport.  În general, prima literă alocată după continent și reprezintă o țară sau un grup de țări de pe acel continent.  A doua literă în general reprezintă o țară din acea regiune, iar celelate două litere rămase sunt folosite la identificarea fiecărui aeroport.  Excepțiile de la această regulă sunt țările foarte întinse care au coduri de țară formate dintr-o singură literă, iar celelalte trei litere care rămân desemnează aeroportul.
În zona întinsă formată de Statele Unite și Canada, celor mai multor aeroporturi li se asociază codurile de trei litere IATA, care sunt aceleași cu codurile lor ICAO, însă fără litera K sau C de la început, d.e., YYC și CYYC (Calgary International Airport, Calgary, Alberta), IAD și KIAD (Dulles International Airport, Chantilly, Virginia).  Aceste coduri nu trebuie confundate cu semnalele de apel pentru radio sau pentru televiziune, chiar dacă ambele țări folosesc semnale de apel de formate din patru litere care încep cu aceste litere.
Totuși, fiindcă Alaska, Hawaiʻi și alte teritorii din Statele Unite au propriile prefixe ICAO formate din două litere, situația pentru ele este similară altor țări mici, iar codurile ICAO ale aeroporturilor lor sunt în general diferite de identificatoarele FAA/IATA formate din trei litere.  De exemplu, Hilo International Airport (PHTO comparativ cu ITO) și Juneau International Airport (PAJN comparativ cu JNU).
ZZZZ este un cod special care se folosește atunci când nu există nici un cod ICAO pentru aeroport, și este folosit de obicei în planurile de zbor.
Aeroportul Internațional Henri Coandă din Otopeni are codul LROP, iar Aeroportul Internațional Aurel Vlaicu de la Băneasa are codul LRBS  Arhivat în 18 februarie 2008, la Wayback Machine..

## Prefixuri
| Codul prefixului | Țara                                           |
|                  | A - vestul Pacificului                         |
| ---------------- | ---------------------------------------------- |
| AG               | Insulele Solomon                               |
| AN               | Nauru                                          |
| AY               | Papua Noua Guinee                              |
|                  | B - Islanda, Groenlanda                        |
| BG               | Groenlanda                                     |
| BI               | Islanda                                        |
|                  | C - Canada                                     |
| C                | Canada                                         |
|                  | D - vestul Africii                             |
| DA               | Algeria                                        |
| DB               | Benin                                          |
| DF               | Burkina Faso                                   |
| DG               | Ghana                                          |
| DI               | Côte d'Ivoire                                  |
| DN               | Nigeria                                        |
| DR               | Niger                                          |
| DT               | Tunisia                                        |
| DX               | Republica Togoleză                             |
|                  | E - nordul Europei                             |
| EB               | Belgia                                         |
| ED               | Germania (civil)                               |
| EE               | Estonia                                        |
| EF               | Finlanda                                       |
| EG               | Regatul Unit                                   |
| EH               | Țările de Jos                                  |
| EI               | Republica Irlanda                              |
| EK               | Danemarca                                      |
| EL               | Luxemburg                                      |
| EN               | Norvegia                                       |
| EP               | Polonia                                        |
| ES               | Suedia                                         |
| ET               | Germania (militar)                             |
| EV               | Letonia                                        |
| EY               | Lituania                                       |
|                  | F - sudul Africii                              |
| FA               | Africa de Sud                                  |
| FB               | Botswana                                       |
| FC               | Republica Congo                                |
| FD               | Swaziland                                      |
| FE               | Republica Centrafricană                        |
| FG               | Guineea Ecuatorială                            |
| FH               | Insulele Ascension                             |
| FI               | Mauritius                                      |
| FJ               | Teritoriul Britanic din Oceanul Indian         |
| FK               | Camerun                                        |
| FL               | Zambia                                         |
| FM               | Comore, Madagascar, Mayotte, Réunion           |
| FN               | Angola                                         |
| FO               | Gabon                                          |
| FP               | São Tomé și Príncipe                           |
| FQ               | Mozambic                                       |
| FS               | Seychelles                                     |
| FT               | Ciad                                           |
| FV               | Zimbabwe                                       |
| FW               | Malawi                                         |
| FX               | Lesotho                                        |
| FY               | Namibia                                        |
| FZ               | Republica Democrată Congo                      |
|                  | G - nord-vestul Africii                        |
| GA               | Mali                                           |
| GB               | Gambia                                         |
| GC               | Insulele Canare (Spania)                       |
| GE               | Ceuta și Melilla (Spania)                      |
| GF               | Sierra Leone                                   |
| GG               | Guineea-Bissau                                 |
| GL               | Liberia                                        |
| GM               | Maroc                                          |
| GO               | Senegal                                        |
| GQ               | Mauritania                                     |
| GS               | Sahara de Vest                                 |
| GU               | Guineea                                        |
| GV               | Capul Verde                                    |
|                  | H - nord-estul Africii                         |
| HA               | Etiopia                                        |
| HB               | Burundi                                        |
| HC               | Somalia                                        |
| HD               | Djibouti (împreună cu HF)                      |
| HE               | Egipt                                          |
| HF               | Djibouti (împreună cu HD)                      |
| HH               | Eritreea                                       |
| HK               | Kenya                                          |
| HL               | Libia                                          |
| HR               | Rwanda                                         |
| HS               | Sudan                                          |
| HT               | Tanzania                                       |
| HU               | Uganda                                         |
|                  | K - SUA                                        |
| K                | Statele Unite ale Americii partea continentală |
|                  | L - Sudul Europei                              |
| LA               | Albania                                        |
| LB               | Bulgaria                                       |
| LC               | Cipru                                          |
| LD               | Croația                                        |
| LE               | Spania                                         |
| LF               | Franța, inclusiv Saint-Pierre și Miquelon      |
| LG               | Grecia                                         |
| LH               | Ungaria                                        |
| LI               | Italia                                         |
| LJ               | Slovenia                                       |
| LK               | Republica Cehă                                 |
| LL               | Israel                                         |
| LM               | Malta                                          |
| LN               | Monaco                                         |
| LO               | Austria                                        |
| LP               | Portugalia, inclusiv Azore                     |
| LQ               | Bosnia și Herțegovina                          |
| LR               | România                                        |
| LS               | Elveția                                        |
| LT               | Turcia                                         |
| LU               | Moldova                                        |
| LV               | Fâșia Gaza                                     |
| LW               | Macedonia                                      |
| LX               | Gibraltar                                      |
| LY               | Serbia și Muntenegru                           |
| LZ               | Slovacia                                       |
|                  | M - America Centrală                           |
| MB               | Insulele Turks și Caicos                       |
| MD               | Republica Dominicană                           |
| MG               | Guatemala                                      |
| MH               | Honduras                                       |
| MK               | Jamaica                                        |
| MM               | Mexic                                          |
| MN               | Nicaragua                                      |
| MP               | Panama                                         |
| MR               | Costa Rica                                     |
| MS               | El Salvador                                    |
| MT               | Haiti                                          |
| MU               | Cuba                                           |
| MW               | Insulele Cayman                                |
| MY               | Bahamas                                        |
| MZ               | Belize                                         |
|                  | N - sudul Pacificului                          |
| NC               | Insulele Cook                                  |
| NF               | Fiji, Tonga                                    |
| NG               | Kiribati (Insulele Gilbert), Tuvalu            |
| NI               | Niue                                           |
| NL               | Wallis și Futuna                               |
| NS               | Samoa, Samoa Americană                         |
| NT               | Polinezia Franceză                             |
| NV               | Vanuatu                                        |
| NW               | Noua Caledonie                                 |
| NZ               | Noua Zeelandă, Antarctica                      |
|                  | O - lumea arabă                                |
| OA               | Afganistan                                     |
| OB               | Bahrein                                        |
| OE               | Arabia Saudită                                 |
| OI               | Iran                                           |
| OJ               | Iordania și Înălțimile de Vest                 |
| OK               | Kuwait                                         |
| OL               | Liban                                          |
| OM               | Emiratele Arabe Unite                          |
| OO               | Oman                                           |
| OP               | Pakistan                                       |
| OR               | Irak                                           |
| OS               | Siria                                          |
| OT               | Qatar                                          |
| OY               | Yemen                                          |
|                  | P - estul Pacificului                          |
| PA               | Alaska only                                    |
| PB               | Insulele Baker                                 |
| PC               | Kiribati (aerodromul Canton, Insulele Phoenix) |
| PF               | Fort Yukon, Alaska                             |
| PG               | Guam, Mariane de Nord                          |
| PH               | Hawaiʻi numai                                  |
| PJ               | Atolul Johnston                                |
| PK               | Insulele Marshall                              |
| PL               | Kiribati (Insulele Line)                       |
| PM               | Insula Midway                                  |
| PO               | Oliktok Point, Alaska                          |
| PP               | Point Lay, Alaska                              |
| PT               | Statele Federate ale Microneziei, Palau        |
| PW               | Insula Wake                                    |
|                  | R - nord-estul Asiei                           |
| RC               | Republica China (Taiwan)                       |
| RJ               | Japonia (majoritatea țării)                    |
| RK               | Coreea de Sud                                  |
| RO               | Japonia (Prefectura Okinawa și Yoron)          |
| RP               | Filipine                                       |
|                  | S - America de Sud                             |
| SA               | Argentina                                      |
| SB               | Brazilia (împreună cu SD, SN, SS și SW)        |
| SC               | Chile                                          |
| SD               | Brazilia (împreună cu SB, SN, SS și SW)        |
| SE               | Ecuador                                        |
| SF               | Insulele Falkland                              |
| SG               | Paraguay                                       |
| SK               | Columbia                                       |
| SL               | Bolivia                                        |
| SM               | Suriname                                       |
| SN               | Brazilia (împreună cu SB, SD, SS și SW)        |
| SO               | Guiana Franceză                                |
| SP               | Peru                                           |
| SS               | Brazilia (împreună cu SB, SD, SN și SW)        |
| SU               | Uruguay                                        |
| SV               | Venezuela                                      |
| SW               | Brazilia (împreună cu SB, SD, SN și SS)        |
| SY               | Guyana                                         |
|                  | T - Caraibe                                    |
| TA               | Antigua și Barbuda                             |
| TB               | Barbados                                       |
| TD               | Dominica                                       |
| TF               | Guadeloupe                                     |
| TG               | Grenada                                        |
| TI               | Insulele Virgine Americane                     |
| TJ               | Puerto Rico                                    |
| TK               | Saint Kitts și Nevis                           |
| TL               | Saint Lucia                                    |
| TN               | Antilele Olandeze, Aruba                       |
| TQ               | Anguilla                                       |
| TR               | Montserrat                                     |
| TT               | Trinidad și Tobago                             |
| TU               | Insulele Virgine Britanice                     |
| TV               | Saint Vincent și Grenadines                    |
| TX               | Bermuda                                        |
|                  | U - Rusia și fostele state sovietice           |
| U                | Rusia (except UA, UB, UD, UG, UK, UM and UT)   |
| UA               | Kazakhstan, Kirghistan                         |
| UB               | Azerbaidjan                                    |
| UD               | Armenia                                        |
| UG               | Georgia                                        |
| UK               | Ucraina                                        |
| UM               | Belarus                                        |
| UT               | Tadjikistan, Turkmenistan, Uzbekistan          |
|                  | V - sudul Asiei                                |
| VA               | India (împreună cu VE, VI și VO)               |
| VC               | Sri Lanka                                      |
| VD               | Cambodia                                       |
| VE               | India (împreună cu VA, VI și VO)               |
| VG               | Bangladesh                                     |
| VH               | Hong Kong, China                               |
| VI               | India (împreună VA, VE și VO)                  |
| VL               | Laos                                           |
| VM               | Macao, China                                   |
| VN               | Nepal                                          |
| VO               | India (împreună cu VA, VE și VI)               |
| VQ               | Bhutan                                         |
| VR               | Maldive                                        |
| VT               | Thailanda                                      |
| VV               | Vietnam                                        |
| VY               | Myanmar                                        |
|                  | W - sud-estul Asiei                            |
| WA               | Indonezia (împreună cu WI, WQ și WR)           |
| WB               | Malaysia (împreună cu WM), Brunei              |
| WI               | Indonesia (împreună cu WA, WQ și WR)           |
| WM               | Malaysia (împreună WB)                         |
| WP               | Timor-Leste                                    |
| WQ               | Indonezia (împreună cu WA, WI și WR)           |
| WR               | Indonezia (împreună cu WA, WI și WQ)           |
| WS               | Singapore                                      |
|                  | Y - Australia                                  |
| Y                | Australia tokelau                              |
|                  | Z - China și Mongolia                          |
| Z                | Republica Populară Chineză (excepție ZK și ZM) |
| ZK               | Coreea de Nord                                 |
| ZM               | Mongolia                                       |